# Gerard Lettoli
Gerard Lettoli (Noisy-le-Grand, 18 settembre 1946) è un ex ciclista su strada sammarinese.

## Biografia
Nato nel 1946 a Noisy-le-Grand, nel nord della Francia, a 22 anni ha gareggiato per San Marino ai Giochi olimpici di Città del Messico 1968, nella corsa in linea, chiudendo al 60º posto con il tempo di 5h10'22".
Nel 1966 si era piazzato 57º nella corsa in linea per dilettanti ai Mondiali sul Nürburgring, in Germania, a 13'35" dal vincitore.
Nel 1967 era invece arrivato terzo alla Parigi-Ézy, nel suo Paese natale.

## Piazzamenti

### Competizioni mondiali
- Campionati del mondo

Nürburgring 1966 - In linea Dilettanti: 57º
- Giochi olimpici

Città del Messico 1968 - In linea: 60º